# Château d'Eggenberg
Pour les articles homonymes, voir Eggenberg.
Le château d’Eggenberg (allemand : Schloss Eggenberg) est un château situé à Graz, en Autriche ; c'est le plus grand château de Styrie. 
À partir de 1625, il est presque entièrement rebâti, dans le style renaissance, pour être la résidence du prince Hans Urich von Eggenberg.
Ses salles d'apparats sont dotées de décors de style baroque dans le troisième quart du XVIIe siècle, puis rococo au XVIIIe siècle.
En 2010, afin d'intégrer le bâtiment et son parc au site du patrimoine mondial, n°931, l'UNESCO décide l'extension du périmètre de celui-ci et le renomme Ville de Graz – Centre historique et château d’Eggenberg.

## Le château

### Construction
Malgré un aspect homogène, de grandes parties du noyau de la construction du château datent de la fin du Moyen Âge.

#### Le premier château
Au début des années 1460, Balthasar Eggenberg, financier issu d'une famille de marchands styriens, et maître des monnaies, à Graz, de Frédéric III, fait édifier un château dans les champs d'Algersdorf, à l'ouest de cette ville. 
En 1470, il obtient du pape la consécration de la chapelle du château, construite dans un style gothique tardif et consacrée à la Vierge Marie. Il y installe un retable dont les volets, dispersées au XVIIIe siècle, ont été remontés en 1996.
Au début du XVIᵉ siècle, ce château à une tour, probablement en forme de L, a déjà été adapté à la position sociale de la famille et agrandi à plusieurs reprises. Les jambages de fenêtres qui donnent des informations sur les anciennes hauteurs d'étage, les fenêtres à meneaux encadrées d'acanthe et les décorations picturales de certaines pièces sont les principaux éléments témoignant de ces phases de construction. 

#### Le palais d'un prince d'Empire
En 1625, Hans Ulrich d'Eggenberg confie à Giovanni de Pomis, la réalisation d'un nouveau château conservant, au cœur de celui-ci, la tour abritant la chapelle.
Même si, en raison des modifications intervenues au XVIIIe siècle, l'ICOMOS n'a pas retenu ce critère pour un classement du château, la construction de ce nouveau palais, et son programme décoratif, traduisent alors le désir d'affirmation du pouvoir de cet officier impérial, devenu prince d'Empire, duc de Krumau et gouverneur d'Autriche Intérieure.
Le château est relié à la ville par une allée de près de 3 km de long, dont l'urbanisme moderne a conservé une trace évidente.
Toute l’architecture et la décoration sont pensées pour rappeler le cours du temps et l'harmonie cosmique. Quatre tours d'angle symbolisent les quatre saisons, les quatre points cardinaux et les quatre éléments. Les fenêtres sont en même nombre que les jours dans une année ; les 52 de l'étage de réception rappelant le nombre de semaines. Chaque étage compte 31 pièces, comme les jours des mois les plus longs, ainsi que 24 salles d’apparat pour les 24 heures du jour.
L'architecte choisi, Giovanni de Pomis, originaire de Lodi près de Milan, également  peintre et médailleur, est alors l'artiste le plus important de la cour de Graz. Avec Hans Ulrich, il accompagne l'archiduc Ferdinand lors de ses voyages à la cour en Italie et en Espagne. Ces voyages marquent probablement son langage architectural. Son style est ainsi marqué par l'architecture maniériste de l'Italie du Nord , avec en tête les constructions de Palladio et le style Herrera, caractéristique et sans ornement. La disposition du plan du château d'Eggenberg correspond presque exactement à celle du Palazzo Thiene, tandis que l'aspect extérieur, malgré les énormes différences de dimensions, rappelle étonnamment le monastère-palais Escurial près de Madrid. D'autres parallèles sont également visibles dans les similitudes stylistiques, comme l'absence de décorations et l'horizontalité accentuée des façades, surélevées aux angles comme des tours, ainsi que l'opposition entre la salle des fêtes et l'église. Le point commun le plus significatif de ces deux bâtiments réside toutefois dans le caractère emblématique de l'architecture, qui formule les idées des maîtres d'ouvrage respectifs sur la nature de l'univers en un concept global, intellectuel et symbolique.
Pomis dirige les travaux de construction jusqu'à sa mort en 1631. Laurenz van de Syppe, maître d'oeuvre, poursuit encore les travaux pendant deux ans, jusqu'à ce que le bâtiment soit finalement achevé sous la direction des deux contremaîtres de de Pomis, Pietro Valnegro et Antonio Pozzo. En 1635/36, le gros œuvre est probablement terminé et, de 1641 à 1646 sont réalisés divers travaux d'aménagement. Le château est déjà utilisable et habité temporairement par la famille.
La mort du deuxième prince, Johann Anton, à seulement 39 ans, interrompt temporairement les travaux d'aménagement de l'étage d'habitation encore manquant.

#### Un intérieur baroque et rococo
À partir de 1666, Johann Seyfried von Eggenberg, fils cadet de Johann Anton, fait reprendre les travaux, dans l'esprit baroque de la réforme tridentine. C'est sous son règne qu'est réalisé, en sept ans seulement, le cycle des plafonds des pièces de l'étage d'apparat, comprenant environ 600 peintures.
Lorsque Claude-Félicité, l'épouse de l'empereur du Saint-Empire Léopold Ier, s'annonce comme invitée en 1673, la maison est manifestement terminée et seule la salle des fêtes ne dispose pas encore de ses décors peints.
En 1678, Hans Adam Weissenkircher prend ses fonctions de peintre de la cour princière d'Eggenberg. Il achève, avant 1685, la série de peintures de la salle des fêtes, dès lors appelée salle des planètes.
Après l'extinction de la lignée des Eggenberg, les salles d'apparat se trouvent négligées et presque vides de mobilier. L'époux de la dernière princesse Eggenberg, Johann Leopold, comte Herberstein, commande une rénovation de l'ensemble. Entre 1754 et 1762, l'aile nord du palais, notamment les salons de réception "des femmes" ainsi que les jardins connaissent une nouvelle grande phase d'aménagement, dans le goût rococo. Outre l'installation de poêles, de meubles et de nouvelles peintures, trois cabinets asiatiques sont aménagés dans le goût de l'époque. L'intervention la plus massive est la démolition du théâtre qui est remplacé par une église plus vaste que la chapelle de la tour centrale. Le directeur de ces travaux était Joseph Hueber, élève de l'architecte Hildebrandt.
Les modifications du XIXe siècle se limitent aux pièces d'habitation du premier étage du château. L'étage de réception est resté intact - et inutilisé - pendant tout le siècle. L'accent principal de cette période est mis sur la transformation complète du jardin formel baroque en un jardin paysager romantique de style anglais.

Jusqu'en 1939, l'ensemble du domaine resta la propriété de la famille Herberstein. Peu avant la guerre, le château Eggenberg et son parc furent achetés par le land de Styrie. Après avoir été endommagé pendant la guerre et l'occupation, le château d'Eggenberg est intégré au musée universel Joanneum en 1947 et ouvert au public en 1953 après d'importants travaux de restauration.

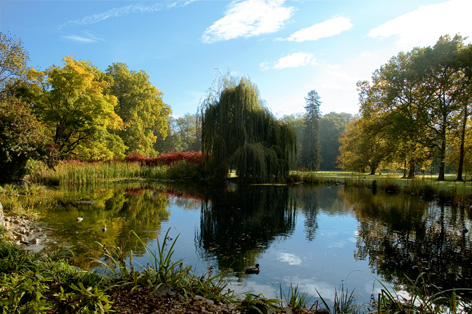
Parc du château.
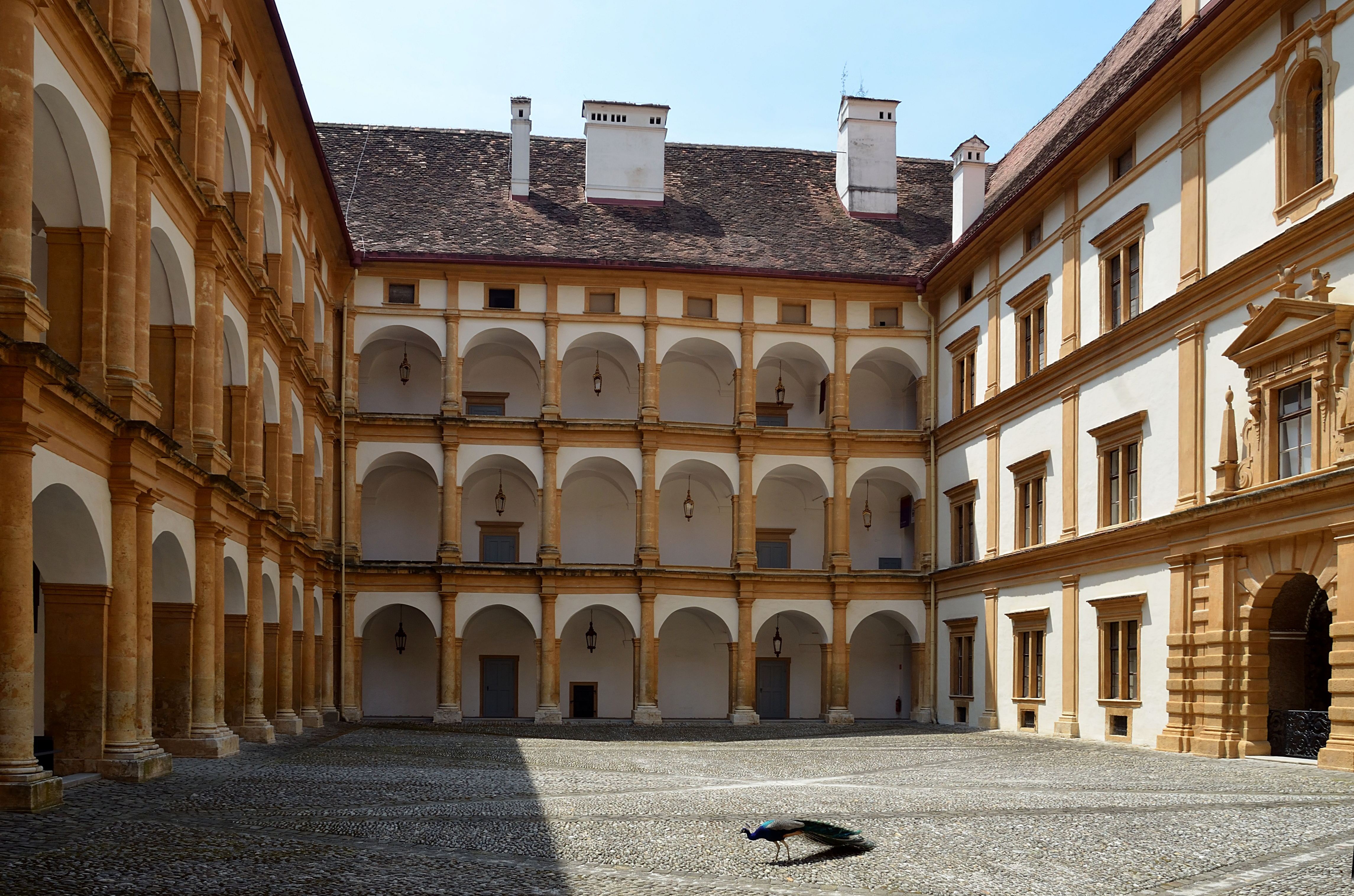
Cour du château.
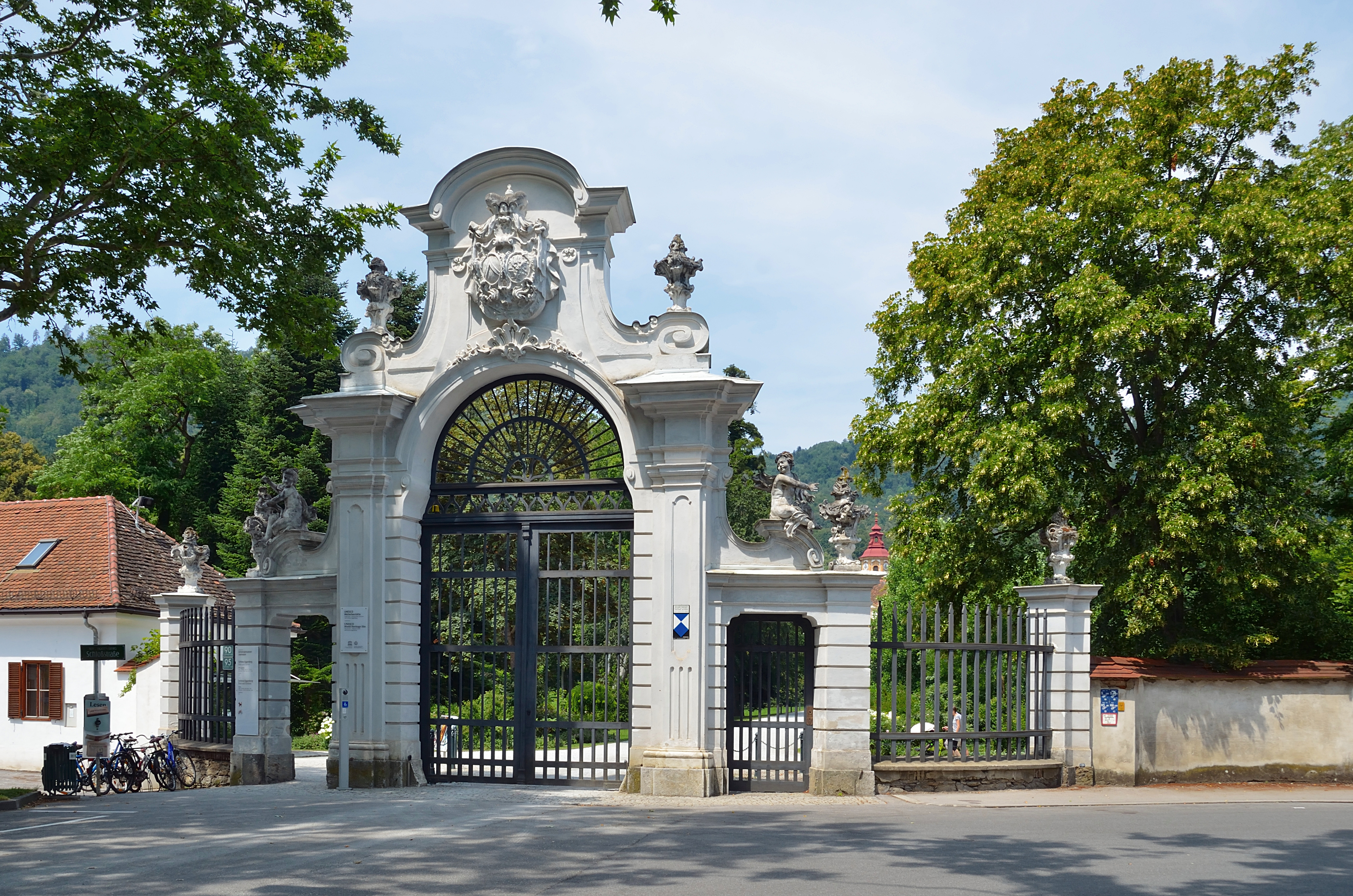
Porte.
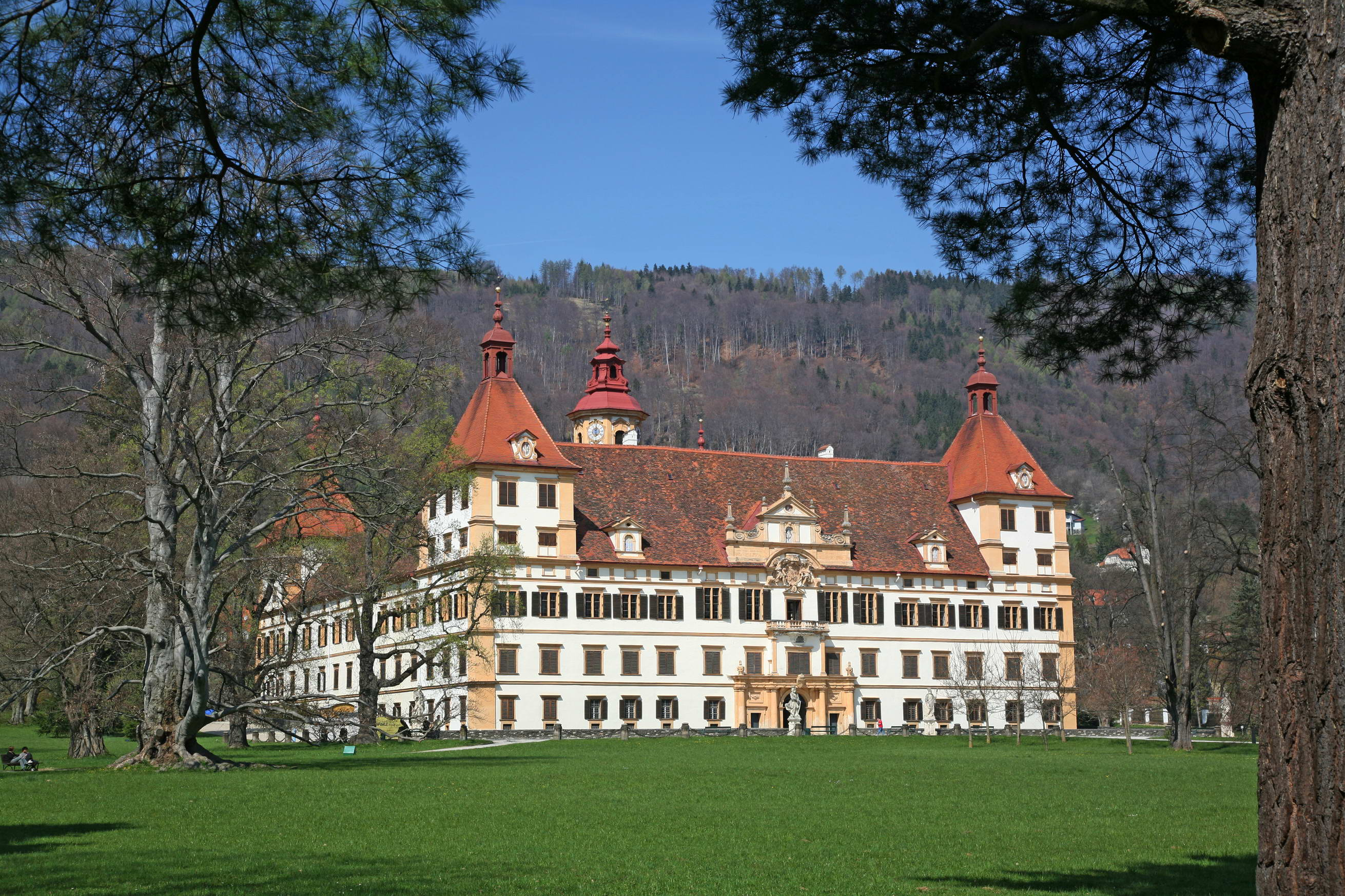
Le château.
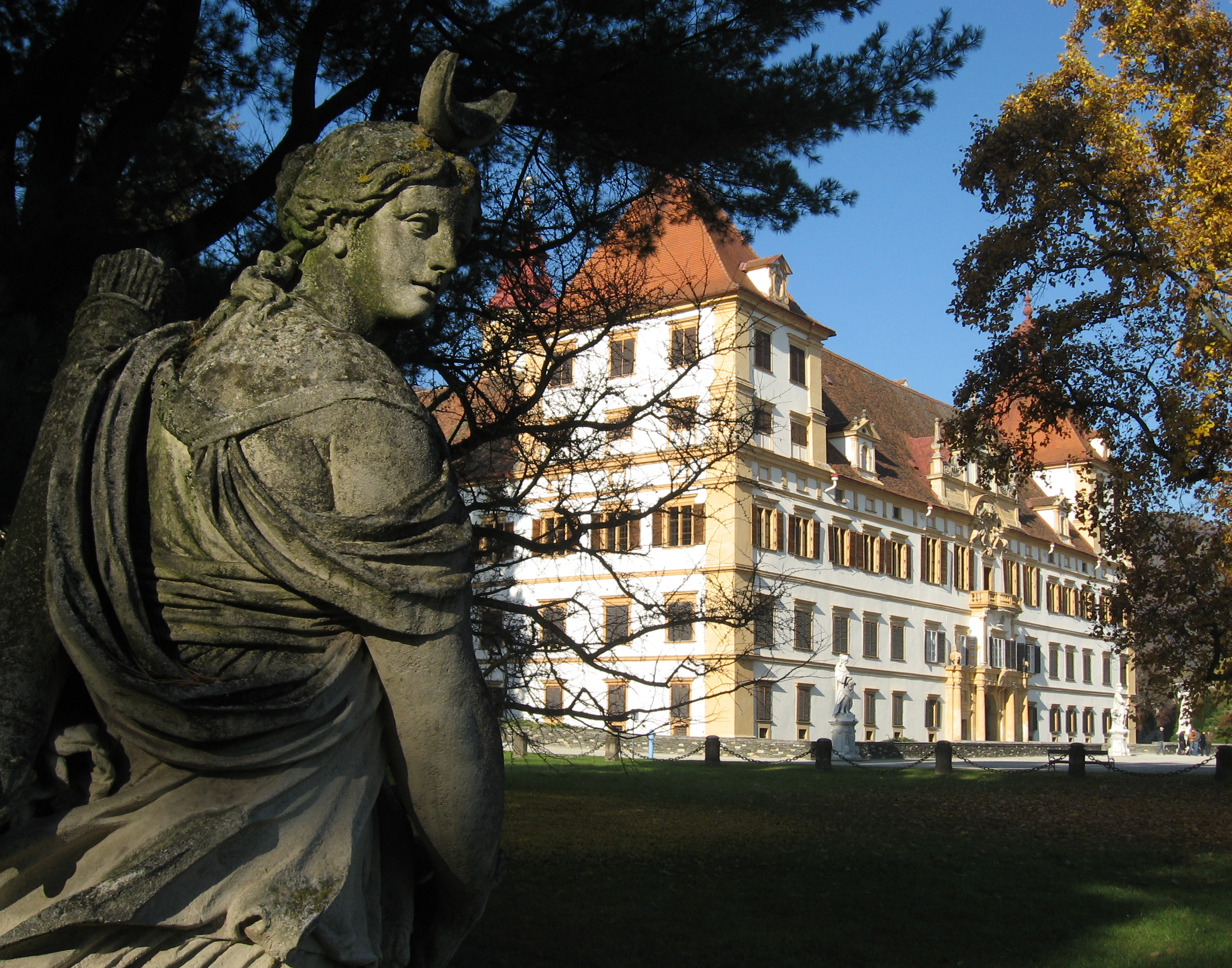

### La Salle des planètes
La principale salle d'apparat est dénommée salle des planètes en raison de ses décors. Ainsi, les peintures à l'huile de Hans Adam Weissenkircher représentent les 12 signes du zodiaque, thématisent aussi les 12 mois de l'année. D'autres pentures encore représentent les 7 planètes connues à l'époque.

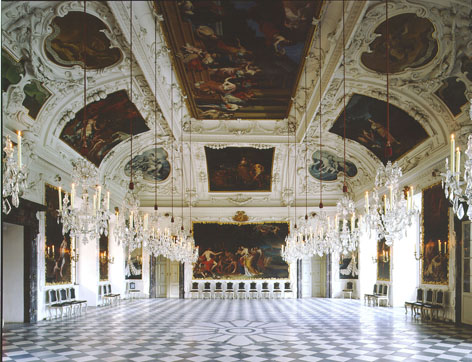
Salle des Planètes.
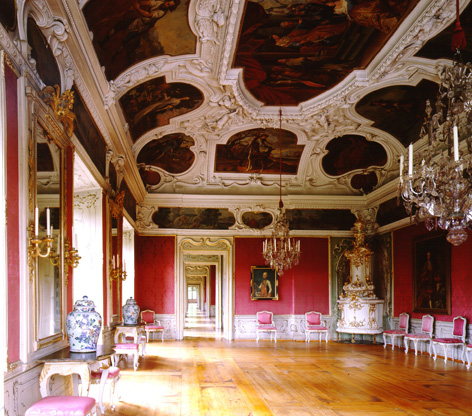
Enfilade.
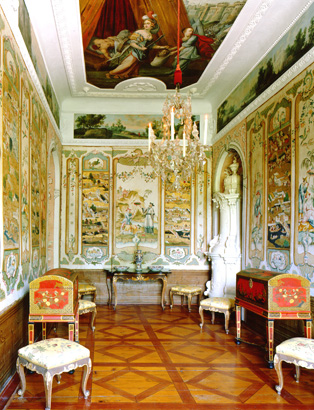
Cabinet.
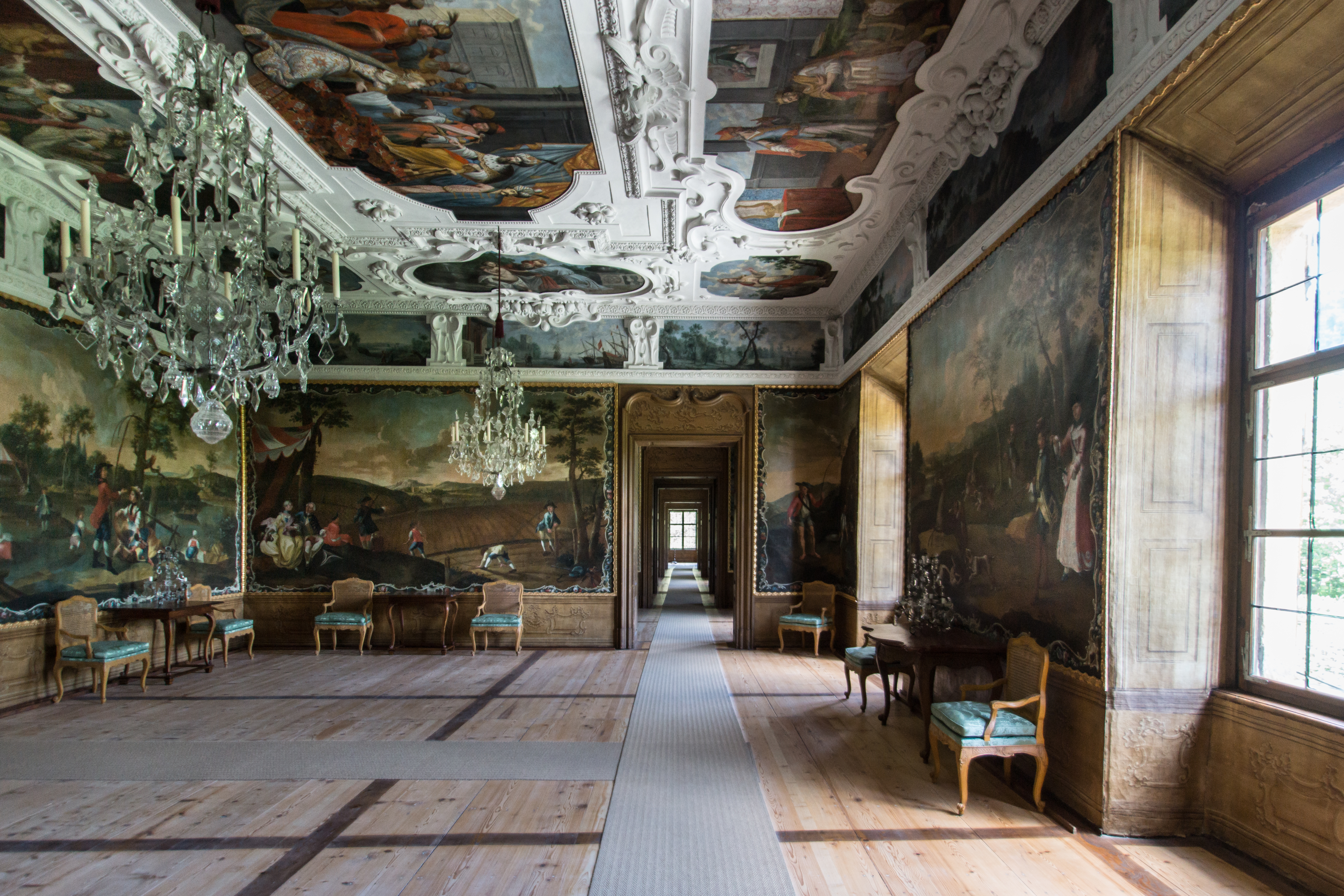
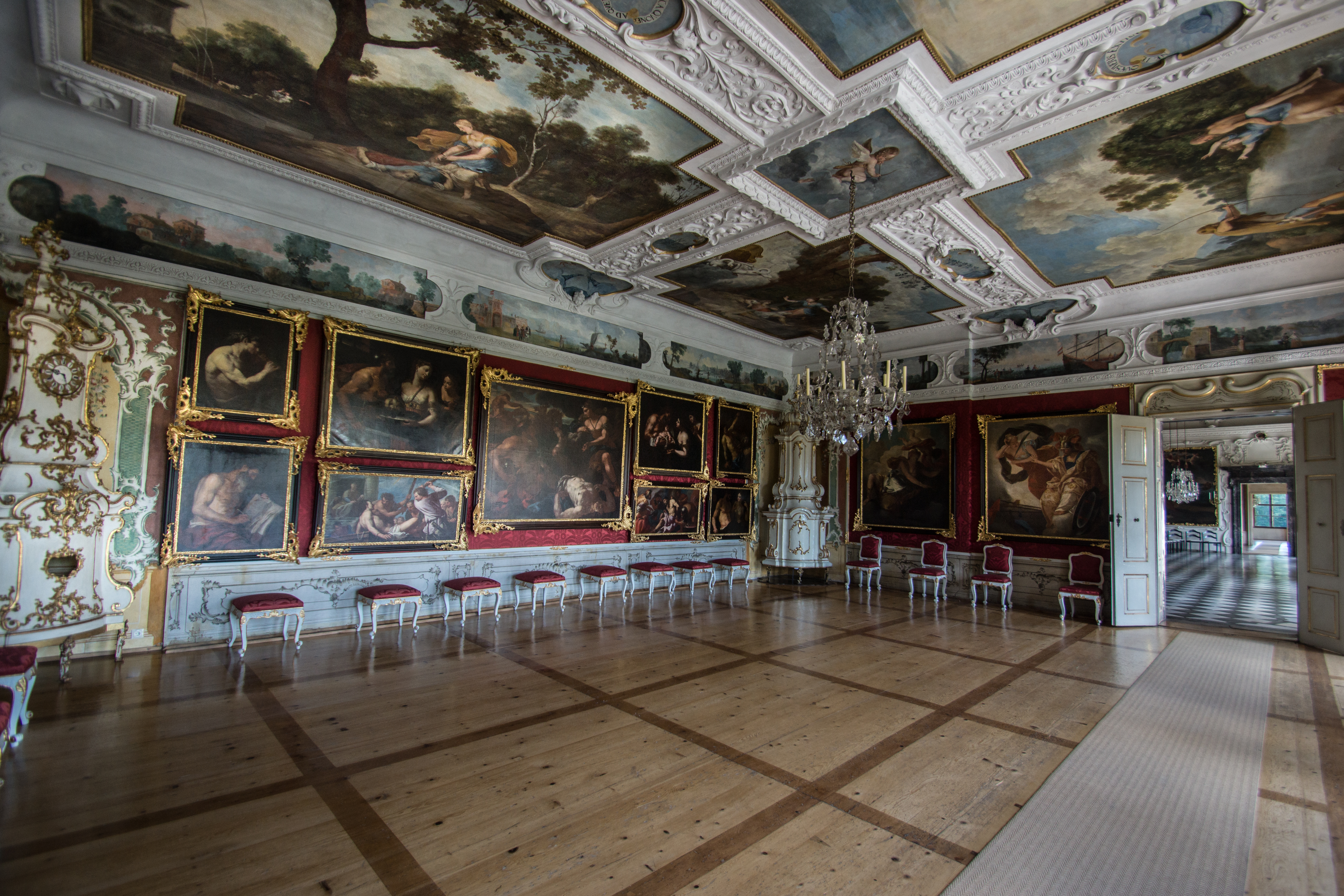

## Le parc du château d'Eggenberg
Le parc du château s'étend sur 17,9 hectares. Dès l'époque de la construction du château au XVIIe siècle, des sources font état d'un jardin clos existant au sud-est du château.
La prochaine grande extension du jardin eut lieu après l'achèvement du château sous Johann Seyfried von Eggenberg. Dans le dernier tiers du XVIIe siècle, le jardin fut généreusement agrandi autour du bâtiment. Il suivit le modèle du jardin italien strictement structuré, avec des parterres, des bosquets, des fontaines, des volières et des jardins de faisans.
Après l'extinction de la famille Eggenberg au XVIIIe siècle, le comte Johann Leopold Herberstein fit transformer l'ensemble du parc en un jardin à la française de style rococo, à l'intérieur du mur d'enceinte qui existe encore aujourd'hui. Sinon, seuls le pavillon et les quatre statues colossales devant le château ont été conservés de cette époque. Dès les années 70 du XVIIIe siècle, le jardin du château d'Eggenberg fut ouvert au public de Graz.
À l'époque des Lumières et du libéralisme toujours plus grand sous l'empereur Joseph II, la conscience de la nature changea aussi radicalement. On comprenait les jardins baroques comme une nature laide, comprimée dans des normes et rognée. Le comte Jérôme Herberstein, en tant qu'amateur fanatique de jardins, partageait également ce point de vue et ordonna, à partir de 1802, la transformation 'à la mode' du parc du château d'Eggenberg en un jardin romantique de style anglais. Le labyrinthe, les fontaines, le tracé en forme de grille et la structure hiérarchique de l'ensemble du jardin, ainsi que la grande terrasse panoramique au nord du château, durent être abandonnés. À l'exception du chemin d'entrée rectiligne qui fut conservé, on voulait recréer un tableau paysager grâce au tracé sinueux des chemins, aux orientations ciblées des regards et aux arbres isolés et bosquets plantés de manière ciblée. Le point culminant de ce jardin du XIXe siècle était la colline des roses, que l'on pouvait facilement gravir par un chemin incurvé, pour s'installer sur le plateau, sous un ombrage artificiel (parapluie), et profiter de l'ensemble du jardin dans un style Biedermeier.
Dès le début du XXe siècle, l'intérêt pour le jardin diminua et le parc du château d'Eggenberg ne disposait plus de jardinier. Par conséquent, les différents éléments du jardin ont été démolis et sont devenus de plus en plus sauvages au fil des décennies, et l'ensemble est devenu un simple parc urbain.
Le parc du château d'Eggenberg fait partie des monuments d'architecture de jardin les plus importants d'Autriche et est directement classé parmi un petit groupe de jardins historiques autrichiens (n° 35 de l'annexe au § 1 alinéa 12 de la loi sur la protection des monuments historiques). C'est pourquoi un travail d'entretien du jardin a été commandé en 1993 en collaboration avec l'Office fédéral des monuments historiques, dont l'objectif devait être la reconstruction et la conservation du jardin en tant que monument culturel du romantisme. Les éléments encore conservés devaient être rendus reconnaissables, le précieux patrimoine sauvegardé et les éléments perdus reconstruits, dans la mesure du possible. Les étapes déjà franchies dans cette direction sont la reconstruction du jardin du petit déjeuner ou jardin seigneurial aménagé en 1848 derrière le château. Un autre grand pas a été franchi durant les mois d'hiver 2007/2008 avec la reconstruction de la colline des roses, l'un des éléments les plus importants du jardin paysager romantique.

### Le jardin des planètes
Le jardin additionnel, clôturé à l'angle nord du jardin, a reçu au cours de l'histoire les aménagements et les utilisations les plus divers, jusqu'à ce qu'il ne soit finalement plus perceptible que comme structure spatiale.
Comme aucun plan ou vue utilisable n'a été conservé pour cette installation, il a été décidé en 2000 de créer un nouveau jardin de fleurs qui intègre les fragments encore existants de l'installation historique. Un nouveau jardin est né sur une ancienne idée. L'architecte Helga Tornquist a repris l'idée directrice du "programme Eggenberg" et l'a transposée dans un aménagement de jardin contemporain. Ce nouvel aménagement reprend sous une forme ludique le système ancestral de la théorie des signatures planétaires, qui revêt une grande importance pour le programme iconographique du château d'Eggenberg.
Le lapidarium a été construit au-dessus des fondations de l'ancienne orangerie pour servir de point de vue et pour offrir un espace adéquat à la collection de pierres romaines du Joanneum.

### Le musée d'archéologie
Le nouveau musée archéologique, ouvert en 2009 au nord-ouest du jardin du château, présente des artefacts issus des fouilles réalisées en Styrie   et représentatifs des cultures de Halstatt (dont le char de Strettweg) ou romaine, aussi quelques pièces egyptiennes.

### Protection de la nature
Le parc constitue également la zone de protection européenne du château d'Eggenberg. Elle a été désignée en 2015 conformément à la directive habitats afin d'offrir un terrain de chasse au grand rhinolophe (Rhinolophus ferrumequinum), une chauve-souris strictement protégée qui vit ici. Les directives de la protection européenne (comme la conservation des bosquets, la conservation du plan d'eau existant, la minimisation de l'utilisation éventuelle de pesticides) doivent être prises en compte lors de l'aménagement du jardin, mais elles vont de toute façon dans le sens de l'objectif de restauration du jardin paysager de l'époque romantique. L'intention de protection comprend également quelques mesures de construction et d'entretien du château lui-même, où les animaux ont leurs quartiers.

## Divers

### La pièce d'argent château d'Eggenberg
En 2002, dans la série de pièces consacrée à l'Autriche et son peuple (Österreich und sein Volk), l'Autriche fait frapper une pièce de collection en argent de 10 euro présentant à son avers une vue du château d'Eggenberg ; à son revers est représenté l'astronome Johannes Kepler, professeur de mathématique à Graz, où il rédigea son Mysterium Cosmographicum, de 1594 à 1600.